# Граф Трастамара

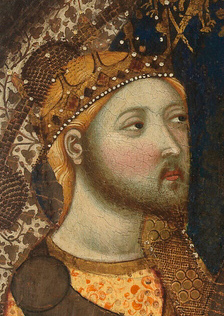
Энрике де Трастамара (1334—1379), король Кастилии и Леона в 1366—1367, 1369—1379 годах

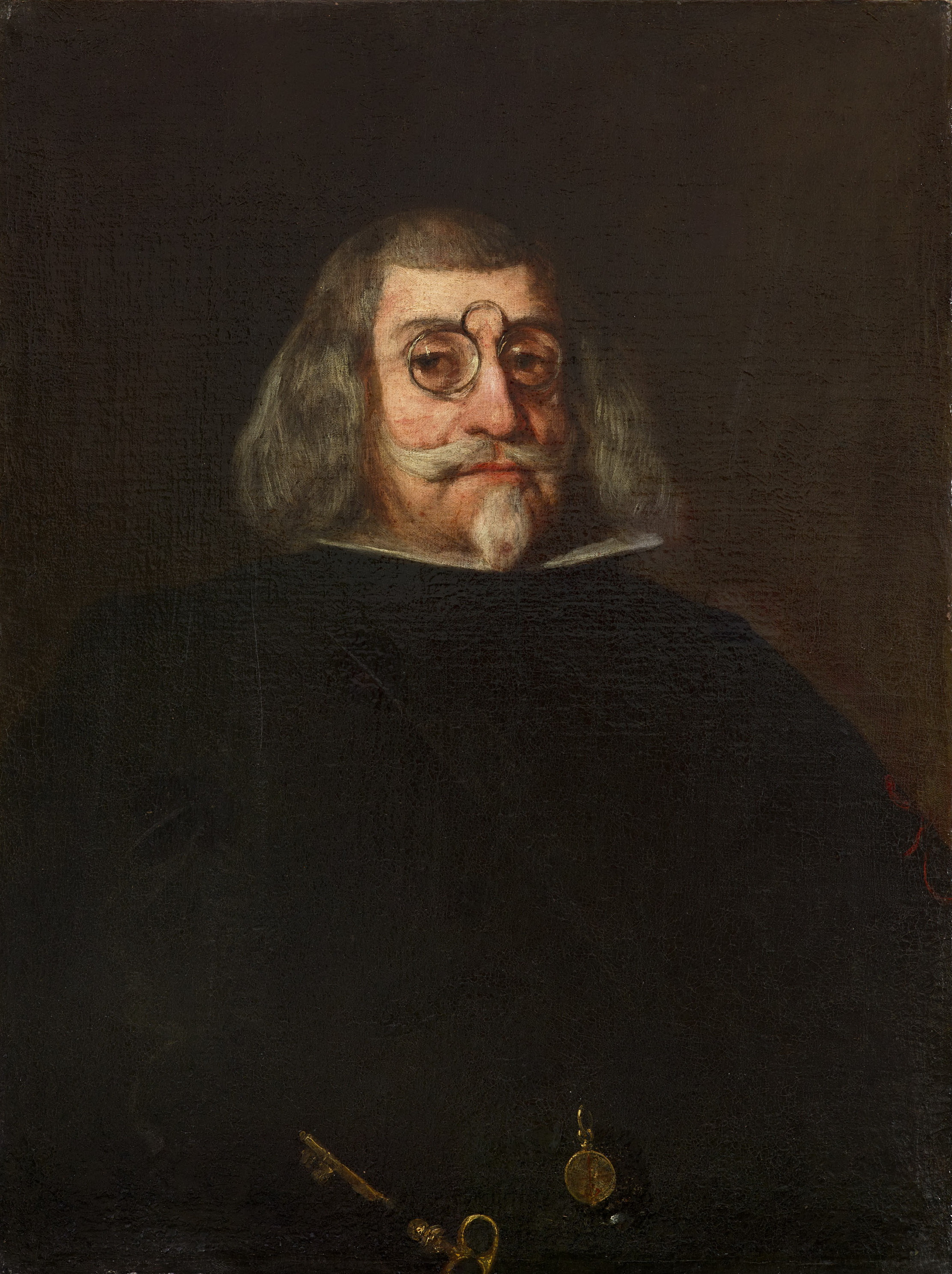
Антонио Педро Санчо Давила и Осорио, 10-й маркиз де Асторга, 11-й граф де Трастамара (ок. 1615—1689)

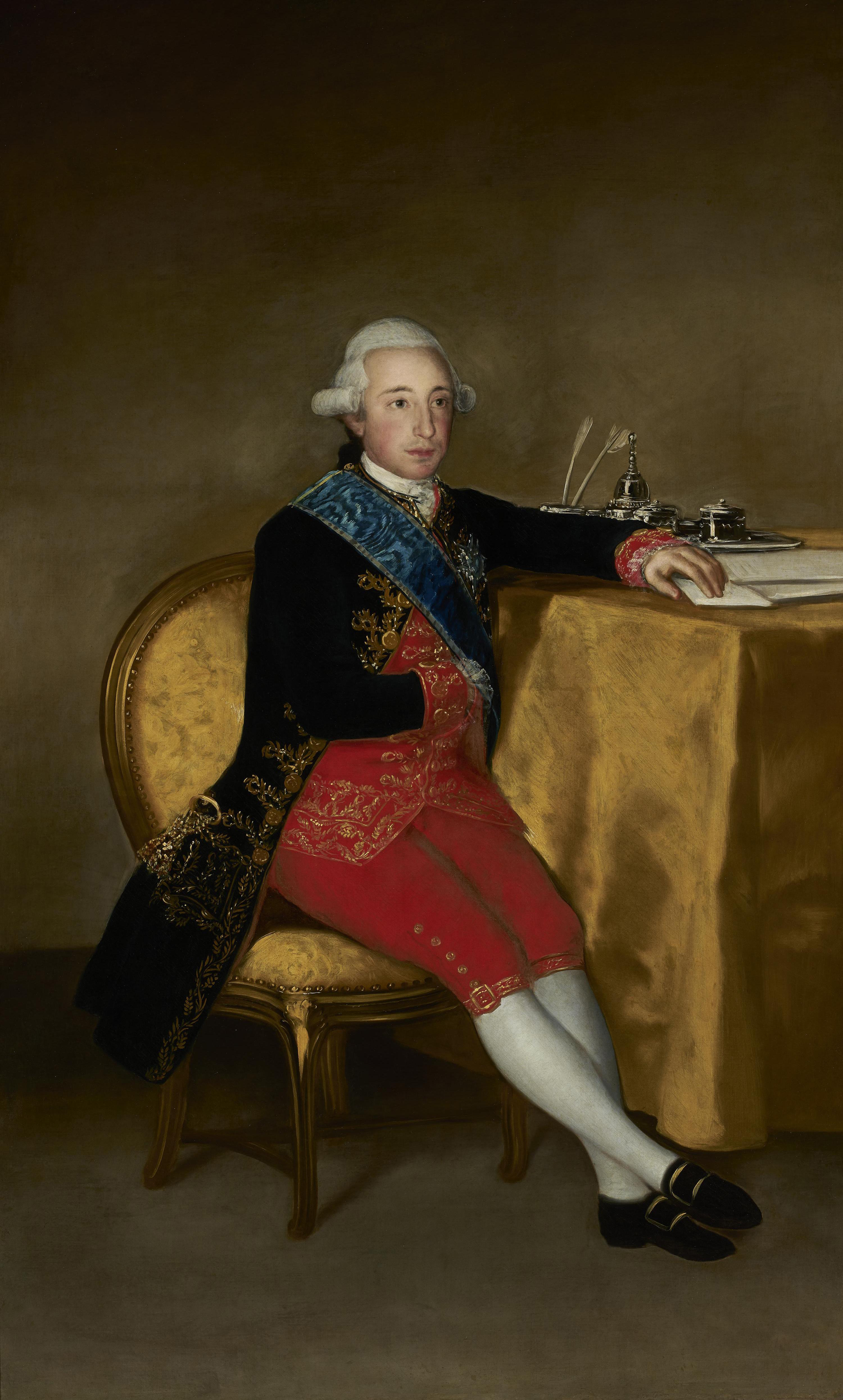
Висенте Хоакин Осорио де Москосо, 15-й герцог Македа, 17-й граф де Трастамара (1756—1816), портрет Франсиско де Гойя, 1787 год (коллекция Банка Испании).

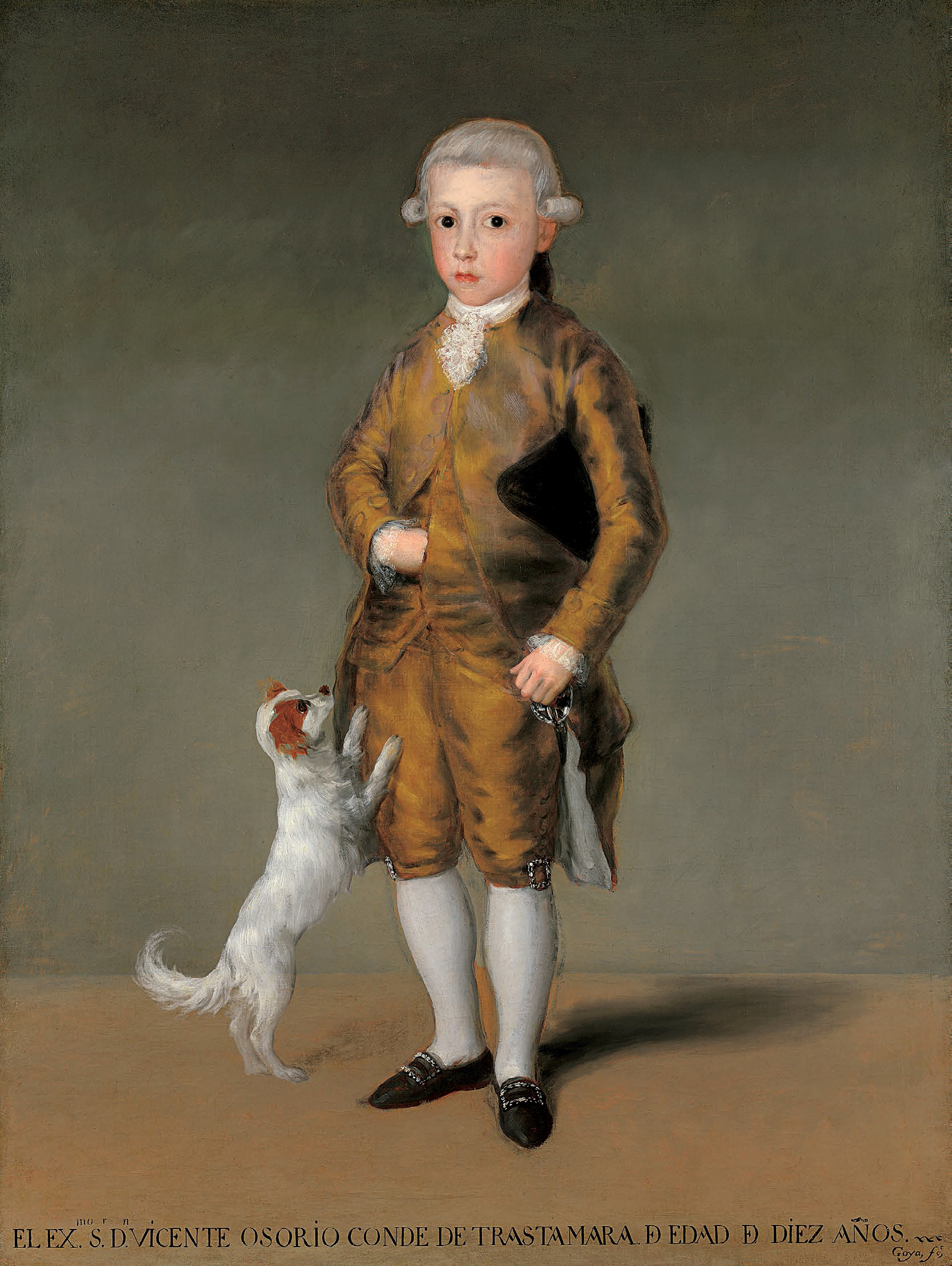
Висенте Исабель Осорио де Москосо, 18-й граф де Трастамара (1777—1837), портрет Франсиско Гойя, 1786—1787 годы

Граф де Траста́мара (исп. Condado de Trastámara) — испанский дворянский титул. Создан 4 февраля 1445 года в Сан-Мартин-де-Вальдейглесьясе королем Кастилии Хуаном II для Педро Альвареса Осорио (1405—1461). Нынешний владелец титула — Хайме Кастельяно де ла Чика, 27-й граф де Трастамара.

## История титула
Титул «граф де Трастамара» впервые появился в XI веке, в качестве домена в Северной Галисии; имя Трастамара происходит от лат. trans Tamaris — «за (то есть к северу от) Тамбре». Первым носителем титула был галисийский рыцарь Фройла Бермудес (ок. 1045—1091), граф де Траба (1060—1091), вассала короля Леона. Первоначально этот титул носили члены дома Траба. После угасания дома Траба в 1261 году графство Трастамара перешло в домен королей Леона, затем королей Кастилии. В течение некоторого времени короли Кастилии и Леона использовали этот титул для поощрения верности некоторых дворян, которые получали пожизненный титул графа де Трастамара.
К 1340 году король Кастилии Альфонсо XI пожаловал титул графа де Трастамара своему незаконнорожденному сыну Энрике (1334—1379). Энрике де Трастамара занимал кастильский королевский трон в 1366—1367 и 1369—1379 годах под именем Энрике II. Он стал родоначальником династии Трастамара, члены которой занимали престолы Кастилии, Арагона, Наварры, Сицилии и Неаполя. Во время первой гражданской войны в Кастилии король Педро Жестокий назначил графом Трастамара галисийского вельможу Фернана Руиса де Кастро (ум. 1377), 3-го графа де Лемоса. После битвы при Монтелье в 1369 году новый король Энрике II пожаловал титул графа де Трастамара своему племяннику Педро Энрикесу де Кастилия (1355—1400). Ему наследовал его единственный законный сын, Фадрике Энрикес де Кастилия (1388—1430). В 1430 году после смерти Фадрике Энрикеса де Кастилия, не оставившего законного потомства, титул графа де Трастамара вернулся в состав королевского домена.
4 февраля 1445 года король Кастилии Хуан II в Сан-Мартин-де-Вальдейглесьясе пожаловал наследственный титул графа де Трастамара Педро Альваресу Осорио.

## Дом Траба
- Фройла Бермудес[англ.] (ок. 1045—1091), сын галисийского рыцаря Бермудо и Лупы, дочери рыцаря Родриго. В 1086 году участвовал в битве при Заллаке в 1086 году.
- Педро Фройлас (ок. 1075—1128), сын предыдущего.
- Фернандо Перес де Траба (ок. 1100—1155), сын предыдущего
- Гонсало Фернандес де Траба  (ум. 1160), сын предыдущего
- Фернандо Гонсалес де Траба (ум. 1165), сын предыдущего
- Гомес Гонсалес де Траба (ум. 1211), брат предыдущего
- Родриго Гомес де Траба (ум. 1261), сын предыдущего.

## Пожизненные графы де Трастамара
- Альвар Нуньес Осорио (ум. 1329), сын леонского вельможи Альвара Родригеса Осорио, сеньора де Вильяорнате, и Эльвиры Нуньес. Получил от короля Кастилии Альфонсо XI титулы графа де Трастамара, де Лемос и де Сарриа, сеньора де Кабрера и Рибера. Был убит по приказу короля Альфонсо XI в 1329 году.
- Энрике де Трастамара (1334—1379), старший незаконнорождённый сын короля Кастилии Альфонса XI и его любовницы Леоноры Гусман. Король Кастилии и Леона под именем Энрике II в 1366—1367, 1369—1379 годах. Получил во владение от своего отца графство Трастамара, сеньории Лемос и Сарриа
- Фернан Руис де Кастро (ок. 1338—1377), 3-й граф де Трастамара, Лемос и Сарриа, сын галисийского вельможи Педро Фернандеса де Кастро (ок. 1290—1343).

## Дом Трастамара
- Педро Энрикес де Кастилия (1355—1400), незаконнорожденный сын инфанта Фадрике Альфонсо Кастильского (1334—1358), магистра Ордена Сантьяго, и внук короля Кастилии Альфонсо XI. Носил титулы графа де Трастамара, Лемос, Сарриа, Вьяна и Эль-Больо, сеньора де Траба и Кастро-Кальделас
- Фадрике Энрикес де Кастилия (1388—1430), единственный сын и наследник предыдущего, 1-й герцог де Архона, граф де Трастамара, Лемос и Сарриа. Скончался в марте 1430 года, не оставив законного потомства.

## Наследственные графы Трастамара
- Педро Альварес Осорио (ок. 1405—1461), 1-й граф Трастамара, сын Хуана Альвареса Осорио (ум. 1417), 2-го графа де Вильялобоса
- Альвар Перес Осорио (ок. 1430—1471), 2-й граф Трастамара, 1-й маркиз де Асторга, сын предыдущего
- Педро Альварес Осорио (ок. 1465—1505), 3-й граф Трастамара, единственный сын предыдущего
- Альвар Перес Осорио (ок. 1495—1523), 4-й граф Трастамара, старший сын предыдущего
- Педро Альварес Осорио (ок. 1515—1560), 5-й граф Трастамара, сын предыдущего
- Альвар Перес Осорио (ок. 1535—1567), 6-й граф Трастамара, старший сын предыдущего
- Антонио Педро Альварес Осорио (ок. 1555—1589), 7-й граф Трастамара, единственный сын предыдущего
- Альфонсо Перес Осорио Веласко Эррера (ок. 1525—1592), 8-й граф Трастамара, младший сын Альваро Переса Осорио, 4-го графа де Трастамара (1495—1523)
- Педро Альварес Осорио (ок. 1540—1613), 9-й граф Трастамара, сын Педро Альвареса Осорио, командора Ордена Калатравы, внук Педро Альвареса Осорио, 5-го графа Трастамара
- Альвар Перес Осорио (1600—1659), 10-й граф Трастамара, единственный сын предыдущего
- Антонио Педро Санчо Давила и Осорио[исп.] (ок. 1615—1689), 11-й граф Трастамара, Сын Антонио Санчо Давила-и-Толедо, 3-го маркиза де Велада (1590—1666) и Констанцы Осорио (ок. 1560—1645), дочери 9-го графа Трастамара.
- Ана Давила и Осорио (ок. 1585—1692), 12-я графиня Трастамара, младшая сестра предыдущего
- Мельчор де Гусман и Осорио (ум. 1710), 13-й граф Трастамара, старший сын предыдущего
- Ана де Гусман Осорио и Давила (ум. 1762), 14-я графиня де Трастамара, дочь предыдущего
- Вентура Антонио Осорио де Москосо и Гусман Давила и Арагона (1707—1746), 15-й граф Трастамара, старший сын предыдущей
- Вентура Осорио де Москосо и Фернандес де Кордова (1731—1776), 16-й граф Трастамара, сын предыдущего
- Висенте Хоакин Осорио де Москосо и Гусман (1756—1816), 17-й граф Трастамара, единственный сын предыдущего
- Висенте Изабель Осорио де Москосо и Альварес де Толедо (1777—1837), 18-й граф Трастамара, старший сын предыдущего
- Висенте Пий Осорио де Москосо и Понсе де Леон (1801—1864), 19-й граф Трастамара, старший сын предыдущего
- Хосе Мария Осорио де Москосо и Карвахаль-Варгас (1828—1881), 20-й граф Трастамара, единственный сын предыдущего
- Франсиско де Асиз Осорио де Москосо и Бурбон (1847—1924), 21-й граф Трастамара, сын предыдущего
- Франсиско де Асиз Осорио де Москосо и Жордан Уррьес (1874—1952), 22-й граф Трастамара, сын предыдущего
- Франциско Хавьер Осорио де Москосо и Рейносо (1905—1936), 23-й граф Трастамара, сын предыдущего
- Мария дель Перпетуо Осорио де Москосо и Рейносо (1899—1980), 24-я графиня Трастамара, сестра предыдущего
- Мария Бланка Барон и Осорио де Москосо (1925—1999), 25-я графиня Трастамара, дочь предыдущей
- Рафаэль Кастельяно и Барон (род. 1946), 26-й граф Трастамара, сын предыдущей
- Хайме Кастельяно и Ла Чика, 27-й граф Трастамара, сын предыдущего.